# Picot
För andra betydelser, se Picot (olika betydelser).
Picot (från franskans liten tagg eller spets) är en slags tandad kantning av mycket små öglor eller knutar på ett tyg, ett band eller en spets.
Picot kan göras för hand genom sömnad eller virkning, varvid tyget förses med en mycket smal, enkel vikning, varöver picotstygn slås, eller med maskin, varvid en maskinhålsöm sys i det enkla tyget och klipps upp mitt igenom. Picot på band vävs in i bandvävstolen. På spetsar tillkommer picot också vid spetsens tillverkning.